# Qualifications de la zone Europe pour la Coupe du monde de futsal de 2024
Les qualifications de la zone Europe pour la Coupe du monde 2024 sont organisés par l'Union des associations européennes de football (UEFA) et concernent 48 sélections nationales pour 7 places qualificatives. 
Si une association européenne est désignée pour accueillir la Coupe du Monde de Futsal de la FIFA 2024, seules six équipes peuvent participer en plus de l’hôte, qui se qualifie automatiquement.

Europe • Afrique • Amérique du Nord, Amérique centrale et Caraïbes
Amérique du Sud • Asie • Océanie
Qualifications 2021 : Zone Europe ----
Qualifications 2028 : Zone Europe

## Format
La compétition de qualification se compose de cinq étapes:
- Tour préliminaire : Les 24 équipes les moins bien classées jouent au Tour préliminaire et sont réparties en six groupes de quatre équipes. Les vainqueurs et les deuxièmes de chaque groupe se qualifient pour le Tour principal et rejoignent les 24 équipes les mieux classées.
- Tour principal : Les 36 équipes sont réparties en douze groupes de trois. Les 12 vainqueurs et les quatre meilleurs deuxièmes accèdent directement au Tour Elite. Les huit autres deuxièmes accèdent au barrage du Tour principal.
- Barrage du Tour principal :  les huit deuxièmes s'affrontent en matchs aller-retour à élimination directe. Les quatre vainqueurs accèdent au Tour élite.
- Tour Elite : Les 20 équipes sont réparties en cinq groupes de quatre. Les vainqueurs de chaque groupe se qualifient directement pour la Coupe du monde 2024, tandis que les quatre meilleurs deuxièmes se qualifient pour le barrage. Si une association européenne est sélectionnée pour accueillir la finale, seuls les deux meilleurs deuxièmes participeront au barrage du Tour Elite.
- Barrage du Tour Elite : les quatre deuxièmes s'affrontent en matchs aller-retour à élimination directe. Les deux vainqueurs sont qualifiés pour la Coupe du monde 2024. Si seulement deux équipes participent, un tirage au sort sera effectué pour déterminer l’ordre des matchs.

Au Tour préliminaire, chaque groupe est joué sous la forme d’un mini-tournoi à la ronde chez les hôtes présélectionnés.
Dans le Tour principal et le Tour Elite, chaque équipe joue un match à domicile et un match à l’extérieur contre chaque autre équipe de son groupe.

## Tour principal
Le tirage au sort a lieu le 7 juillet 2022 à Nyon, au siège de l'UEFA. Les rencontres se déroulent entre le 17 septembre 2022 et le 8 mars 2023. 

### Groupe 1
| Rang | Équipe   | Pts | J | G | N | P | Bp | Bc | Diff |  | Résultats (▼ dom., ► ext.) |      |     |      |
| ---- | -------- | --- | - | - | - | - | -- | -- | ---- |  | -------------------------- | ---- | --- | ---- |
| 1    | Espagne  | 12  | 4 | 4 | 0 | 0 | 35 | 2  | +33  |  | Espagne                    |      | 7-2 | 13-0 |
| 2    | Moldavie | 6   | 4 | 2 | 0 | 2 | 11 | 12 | -1   |  | Moldavie                   | 0-4  |     | 7-1  |
| 3    | Chypre   | 0   | 4 | 0 | 0 | 4 | 1  | 33 | -32  |  | Chypre                     | 0-11 | 0-2 |      |

### Groupe 2
| Rang | Équipe   | Pts | J | G | N | P | Bp | Bc | Diff |  | Résultats (▼ dom., ► ext.) |     |     |      |
| ---- | -------- | --- | - | - | - | - | -- | -- | ---- |  | -------------------------- | --- | --- | ---- |
| 1    | Géorgie  | 12  | 4 | 4 | 0 | 0 | 23 | 12 | +11  |  | Géorgie                    |     | 4-2 | 6-4  |
| 2    | Belgique | 6   | 4 | 2 | 0 | 2 | 23 | 12 | +11  |  | Belgique                   | 4-7 |     | 11-0 |
| 3    | Autriche | 0   | 4 | 0 | 0 | 4 | 7  | 29 | -22  |  | Autriche                   | 2-6 | 1-6 |      |

### Groupe 3
| Rang | Équipe             | Pts | J | G | N | P | Bp | Bc | Diff |  | Résultats (▼ dom., ► ext.) |     |     |     |
| ---- | ------------------ | --- | - | - | - | - | -- | -- | ---- |  | -------------------------- | --- | --- | --- |
| 1    | Arménie            | 12  | 4 | 4 | 0 | 0 | 15 | 8  | +7   |  | Arménie                    |     | 4-2 | 3-2 |
| 2    | Tchéquie           | 6   | 4 | 2 | 0 | 2 | 12 | 11 | +1   |  | Tchéquie                   | 1-4 |     | 4-2 |
| 3    | Bosnie-Herzégovine | 0   | 4 | 0 | 0 | 4 | 8  | 16 | -8   |  | Bosnie-Herzégovine         | 3-4 | 1-5 |     |

### Groupe 4
| Rang | Équipe      | Pts | J | G | N | P | Bp | Bc | Diff |  | Résultats (▼ dom., ► ext.) |     |     |     |
| ---- | ----------- | --- | - | - | - | - | -- | -- | ---- |  | -------------------------- | --- | --- | --- |
| 1    | Portugal    | 12  | 4 | 4 | 0 | 0 | 17 | 5  | +12  |  | Portugal                   |     | 2-0 | 5-3 |
| 2    | Lituanie    | 4   | 4 | 1 | 1 | 2 | 4  | 11 | -7   |  | Lituanie                   | 0-6 |     | 2-1 |
| 3    | Biélorussie | 1   | 4 | 0 | 1 | 3 | 8  | 13 | -5   |  | Biélorussie                | 2-4 | 2-2 |     |

### Groupe 5
| Rang | Équipe     | Pts | J | G | N | P | Bp | Bc | Diff |  | Résultats (▼ dom., ► ext.) |     |     |     |
| ---- | ---------- | --- | - | - | - | - | -- | -- | ---- |  | -------------------------- | --- | --- | --- |
| 1    | Kazakhstan | 10  | 4 | 3 | 1 | 0 | 17 | 4  | +13  |  | Kazakhstan                 |     | 2-0 | 7-0 |
| 2    | Slovénie   | 7   | 4 | 2 | 1 | 1 | 10 | 7  | +3   |  | Slovénie                   | 3-3 |     | 3-1 |
| 3    | Monténégro | 0   | 4 | 0 | 0 | 4 | 3  | 19 | -16  |  | Monténégro                 | 1-5 | 1-4 |     |

### Groupe 6
| Rang | Équipe      | Pts | J | G | N | P | Bp | Bc | Diff |  | Résultats (▼ dom., ► ext.) |     |     |     |
| ---- | ----------- | --- | - | - | - | - | -- | -- | ---- |  | -------------------------- | --- | --- | --- |
| 1    | Pologne     | 9   | 4 | 3 | 0 | 1 | 17 | 7  | +10  |  | Pologne                    |     | 7-2 | 3-0 |
| 2    | Azerbaïdjan | 9   | 4 | 3 | 0 | 1 | 18 | 12 | +6   |  | Azerbaïdjan                | 4-3 |     | 5-2 |
| 3    | Grèce       | 0   | 4 | 0 | 0 | 4 | 3  | 19 | -16  |  | Grèce                      | 1-4 | 0-7 |     |

### Groupe 7
| Rang | Équipe  | Pts | J | G | N | P | Bp | Bc | Diff |  | Résultats (▼ dom., ► ext.) |     |     |     |
| ---- | ------- | --- | - | - | - | - | -- | -- | ---- |  | -------------------------- | --- | --- | --- |
| 1    | Croatie | 10  | 4 | 3 | 1 | 0 | 19 | 3  | +16  |  | Croatie                    |     | 5-1 | 6-1 |
| 2    | Hongrie | 5   | 4 | 1 | 2 | 1 | 10 | 9  | +1   |  | Hongrie                    | 1-1 |     | 2-2 |
| 3    | Israël  | 1   | 4 | 0 | 1 | 3 | 4  | 21 | -17  |  | Israël                     | 0-7 | 1-6 |     |

### Groupe 8
| Rang | Équipe   | Pts | J | G | N | P | Bp | Bc | Diff |  | Résultats (▼ dom., ► ext.) |     |     |     |
| ---- | -------- | --- | - | - | - | - | -- | -- | ---- |  | -------------------------- | --- | --- | --- |
| 1    | Roumanie | 10  | 4 | 3 | 1 | 0 | 12 | 5  | +7   |  | Roumanie                   |     | 0-0 | 5-1 |
| 2    | Finlande | 7   | 4 | 2 | 1 | 1 | 11 | 3  | +8   |  | Finlande                   | 1-2 |     | 4-1 |
| 3    | Danemark | 0   | 4 | 0 | 0 | 4 | 5  | 20 | -15  |  | Danemark                   | 3-5 | 0-6 |     |

### Groupe 9
| Rang | Équipe  | Pts | J | G | N | P | Bp | Bc | Diff |  | Résultats (▼ dom., ► ext.) |     |     |     |
| ---- | ------- | --- | - | - | - | - | -- | -- | ---- |  | -------------------------- | --- | --- | --- |
| 1    | France  | 10  | 4 | 3 | 1 | 0 | 14 | 2  | +12  |  | France                     |     | 2-0 | 9-1 |
| 2    | Serbie  | 7   | 4 | 2 | 1 | 1 | 9  | 5  | +4   |  | Serbie                     | 0-0 |     | 5-1 |
| 3    | Norvège | 0   | 4 | 0 | 0 | 4 | 5  | 21 | -16  |  | Norvège                    | 1-3 | 2-4 |     |

### Groupe 10
| Rang | Équipe            | Pts | J | G | N | P | Bp | Bc | Diff |  | Résultats (▼ dom., ► ext.) |     |     |     |
| ---- | ----------------- | --- | - | - | - | - | -- | -- | ---- |  | -------------------------- | --- | --- | --- |
| 1    | Italie            | 8   | 4 | 2 | 2 | 0 | 22 | 14 | +8   |  | Italie                     |     | 6-1 | 6-3 |
| 2    | Suède             | 4   | 4 | 1 | 1 | 2 | 14 | 18 | -4   |  | Suède                      | 7-7 |     | 5-2 |
| 3    | Macédoine du Nord | 4   | 4 | 1 | 1 | 2 | 11 | 15 | -4   |  | Macédoine du Nord          | 3-3 | 3-1 |     |

### Groupe 11
| Rang | Équipe   | Pts | J | G | N | P | Bp | Bc | Diff |  | Résultats (▼ dom., ► ext.) |     |     |     |
| ---- | -------- | --- | - | - | - | - | -- | -- | ---- |  | -------------------------- | --- | --- | --- |
| 1    | Ukraine  | 10  | 4 | 3 | 1 | 0 | 13 | 6  | +7   |  | Ukraine                    |     | 4-2 | 3-1 |
| 2    | Pays-Bas | 5   | 4 | 1 | 2 | 1 | 8  | 9  | -1   |  | Pays-Bas                   | 1-1 |     | 2-1 |
| 3    | Kosovo   | 1   | 4 | 0 | 1 | 3 | 7  | 13 | -6   |  | Kosovo                     | 2-5 | 3-3 |     |

### Groupe 12
| Rang | Équipe    | Pts | J | G | N | P | Bp | Bc | Diff |  | Résultats (▼ dom., ► ext.) |     |     |     |
| ---- | --------- | --- | - | - | - | - | -- | -- | ---- |  | -------------------------- | --- | --- | --- |
| 1    | Slovaquie | 8   | 4 | 2 | 2 | 0 | 8  | 1  | +7   |  | Slovaquie                  |     | 0-0 | 3-0 |
| 2    | Allemagne | 5   | 4 | 1 | 2 | 1 | 5  | 7  | -2   |  | Allemagne                  | 1-1 |     | 3-1 |
| 3    | Lettonie  | 3   | 4 | 1 | 0 | 3 | 6  | 11 | -5   |  | Lettonie                   | 0-4 | 5-1 |     |

### Meilleurs deuxièmes
| Pos | Grp | Équipe      | Pts | J | G | N | P | Bp | Bc | Diff | Qualification             |
| --- | --- | ----------- | --- | - | - | - | - | -- | -- | ---- | ------------------------- |
| 1   | 6   | Azerbaïdjan | 9   | 4 | 3 | 0 | 1 | 18 | 12 | +6   | Tour Elite                |
| 2   | 8   | Finlande    | 7   | 4 | 2 | 1 | 1 | 11 | 3  | +8   | Tour Elite                |
| 3   | 9   | Serbie      | 7   | 4 | 2 | 1 | 1 | 9  | 5  | +4   | Tour Elite                |
| 4   | 5   | Slovénie    | 7   | 4 | 2 | 1 | 1 | 10 | 7  | +3   | Tour Elite                |
| 5   | 2   | Belgique    | 6   | 4 | 2 | 0 | 2 | 23 | 12 | +11  | Barrage du Tour principal |
| 6   | 3   | Tchéquie    | 6   | 4 | 2 | 0 | 2 | 12 | 11 | +1   | Barrage du Tour principal |
| 7   | 1   | Moldavie    | 6   | 4 | 2 | 0 | 2 | 11 | 12 | -1   | Barrage du Tour principal |
| 8   | 7   | Hongrie     | 5   | 4 | 1 | 2 | 1 | 10 | 9  | +1   | Barrage du Tour principal |
| 9   | 11  | Pays-Bas    | 5   | 4 | 1 | 2 | 1 | 8  | 9  | -1   | Barrage du Tour principal |
| 10  | 12  | Allemagne   | 5   | 4 | 1 | 2 | 1 | 5  | 7  | -2   | Barrage du Tour principal |
| 11  | 10  | Suède       | 4   | 4 | 1 | 1 | 2 | 14 | 18 | -3   | Barrage du Tour principal |
| 12  | 4   | Lituanie    | 4   | 4 | 1 | 1 | 2 | 4  | 11 | -7   | Barrage du Tour principal |

### Barrage du Tour principal
Le tirage au sort a lieu le 10 mars 2023 à Nyon, au siège de l'UEFA. Les rencontres se déroulent entre le 12 avril 2023 et le 19 avril 2023.
| Équipe 1 | Résultat             | Équipe 2  | Aller | Retour   |
| -------- | -------------------- | --------- | ----- | -------- |
| Belgique | 5 - 5 4 - 3 t. a. b. | Hongrie   | 2 - 1 | 3 - 4 ap |
| Pays-Bas | 11 - 3               | Moldavie  | 5 - 2 | 6 - 1    |
| Suède    | 4 - 8                | Allemagne | 2 - 4 | 2 - 4    |
| Tchéquie | 7 - 3                | Lituanie  | 5 - 2 | 2 - 1    |

## Tour Elite
Le tirage au sort a lieu le 8 juin 2023 à Nyon, au siège de l'UEFA. Les rencontres se déroulent entre le 15 septembre 2023 et le 20 décembre 2023.
| Groupe | Vainqueur  | Meilleurs deuxième | Vainqueur du barrage |
| ------ | ---------- | ------------------ | -------------------- |
| 1      | Espagne    |                    |                      |
| 2      | Géorgie    |                    | Belgique             |
| 3      | Arménie    |                    | Tchéquie             |
| 4      | Portugal   |                    |                      |
| 5      | Kazakhstan | Slovénie           |                      |
| 6      | Pologne    | Azerbaïdjan        |                      |
| 7      | Croatie    |                    |                      |
| 8      | Roumanie   | Finlande           |                      |
| 9      | France     | Serbie             |                      |
| 10     | Italie     |                    |                      |
| 11     | Ukraine    |                    | Pays-Bas             |
| 12     | Slovaquie  |                    | Allemagne            |

| Chapeau 1                                   | Chapeau 2                                 | Chapeau 3                                  | Chapeau 4                                     |
| ------------------------------------------- | ----------------------------------------- | ------------------------------------------ | --------------------------------------------- |
| Croatie Kazakhstan Portugal Espagne Ukraine | Géorgie Italie Pologne Roumanie Slovaquie | Arménie Azerbaïdjan France Serbie Slovénie | Belgique Tchéquie Finlande Allemagne Pays-Bas |

### Groupe A
| Rang | Équipe      | Pts | J | G | N | P | Bp | Bc | Diff |  | Résultats (▼ dom., ► ext.) |     |      |      |     |
| ---- | ----------- | --- | - | - | - | - | -- | -- | ---- |  | -------------------------- | --- | ---- | ---- | --- |
| 1    | Kazakhstan  | 18  | 6 | 6 | 0 | 0 | 17 | 7  | +10  |  | Kazakhstan                 |     | 2-0  | 4-3  | 3-2 |
| 2    | Pays-Bas    | 9   | 6 | 3 | 0 | 3 | 14 | 10 | +4   |  | Pays-Bas                   | 0-2 |      | 5-0* | 3-0 |
| 3    | Roumanie    | 4   | 6 | 1 | 1 | 4 | 11 | 22 | -11  |  | Roumanie                   | 0-2 | 0-5* |      | 3-1 |
| 4    | Azerbaïdjan | 4   | 6 | 1 | 1 | 4 | 16 | 19 | -3   |  | Azerbaïdjan                | 2-4 | 6-1  | 5-5  |     |

*score sur décision administrative

### Groupe B
| Rang | Équipe   | Pts | J | G | N | P | Bp | Bc | Diff |  | Résultats (▼ dom., ► ext.) |      |     |     |     |
| ---- | -------- | --- | - | - | - | - | -- | -- | ---- |  | -------------------------- | ---- | --- | --- | --- |
| 1    | Ukraine  | 13  | 6 | 4 | 1 | 1 | 32 | 12 | +20  |  | Ukraine                    |      | 2-3 | 1-1 | 8-2 |
| 2    | Pologne  | 12  | 6 | 4 | 0 | 2 | 21 | 14 | +7   |  | Pologne                    | 3-5  |     | 1-2 | 7-2 |
| 3    | Serbie   | 8   | 6 | 2 | 2 | 2 | 13 | 17 | -4   |  | Serbie                     | 1-6  | 2-4 |     | 3-3 |
| 4    | Belgique | 1   | 6 | 0 | 1 | 5 | 12 | 35 | -23  |  | Belgique                   | 2-10 | 1-3 | 2-4 |     |

### Groupe C
| Rang | Équipe    | Pts | J | G | N | P | Bp | Bc | Diff |  | Résultats (▼ dom., ► ext.) |     |     |     |     |
| ---- | --------- | --- | - | - | - | - | -- | -- | ---- |  | -------------------------- | --- | --- | --- | --- |
| 1    | France    | 16  | 6 | 5 | 1 | 0 | 27 | 11 | +16  |  | France                     |     | 5-2 | 7-1 | 6-2 |
| 3    | Croatie   | 12  | 6 | 4 | 0 | 2 | 20 | 10 | +10  |  | Croatie                    | 1-2 |     | 4-0 | 4-0 |
| 2    | Slovaquie | 4   | 6 | 1 | 1 | 4 | 14 | 26 | -12  |  | Slovaquie                  | 4-4 | 2-4 |     | 4-3 |
| 4    | Allemagne | 3   | 6 | 1 | 0 | 5 | 11 | 25 | -14  |  | Allemagne                  | 1-3 | 1-5 | 4-3 |     |

### Groupe D
| Rang | Équipe   | Pts | J | G | N | P | Bp | Bc | Diff |  | Résultats (▼ dom., ► ext.) |     |     |     |     |
| ---- | -------- | --- | - | - | - | - | -- | -- | ---- |  | -------------------------- | --- | --- | --- | --- |
| 1    | Espagne  | 16  | 6 | 5 | 1 | 0 | 20 | 2  | +18  |  | Espagne                    |     | 1-0 | 4-0 | 7-1 |
| 2    | Italie   | 7   | 6 | 2 | 1 | 3 | 14 | 18 | -4   |  | Italie                     | 0-4 |     | 3-1 | 6-5 |
| 3    | Slovénie | 7   | 6 | 2 | 1 | 3 | 10 | 14 | -4   |  | Slovénie                   | 1-1 | 4-2 |     | 2-1 |
| 4    | Tchéquie | 4   | 6 | 1 | 1 | 4 | 13 | 23 | -10  |  | Tchéquie                   | 0-3 | 3-3 | 3-2 |     |

### Groupe E
| Rang | Équipe   | Pts | J | G | N | P | Bp | Bc | Diff |  | Résultats (▼ dom., ► ext.) |      |      |      |     |
| ---- | -------- | --- | - | - | - | - | -- | -- | ---- |  | -------------------------- | ---- | ---- | ---- | --- |
| 1    | Portugal | 15  | 6 | 5 | 0 | 1 | 28 | 4  | +24  |  | Portugal                   |      | 5-0  | 5-0* | 7-1 |
| 2    | Finlande | 9   | 5 | 3 | 0 | 2 | 16 | 10 | +6   |  | Finlande                   | 1-5  |      | 5-0* | X   |
| 4    | Géorgie  | 6   | 6 | 2 | 0 | 4 | 5  | 20 | -15  |  | Géorgie                    | 2-1  | 0-5* |      | 2-1 |
| 3    | Arménie  | 3   | 5 | 1 | 0 | 4 | 5  | 20 | -15  |  | Arménie                    | 0-5* | 0-5* | 3-1  |     |

*score sur décision administrative

### Meilleurs deuxièmes
| Pos | Grp | Équipe   | Pts | J | G | N | P | Bp | Bc | Diff | Qualification         |
| --- | --- | -------- | --- | - | - | - | - | -- | -- | ---- | --------------------- |
| 1   | B   | Pologne  | 12  | 6 | 4 | 0 | 2 | 21 | 14 | +7   | Barrage du Tour Elite |
| 2   | C   | Croatie  | 12  | 6 | 4 | 0 | 2 | 20 | 10 | +10  | Barrage du Tour Elite |
| 3   | E   | Finlande | 9   | 5 | 3 | 0 | 2 | 16 | 10 | +6   | Barrage du Tour Elite |
| 4   | A   | Pays-Bas | 9   | 6 | 3 | 0 | 3 | 14 | 10 | +4   | Barrage du Tour Elite |
| 5   | D   | Italie   | 7   | 6 | 2 | 1 | 3 | 14 | 18 | -4   |                       |

### Barrage du Tour Elite
Le tirage au sort a lieu le 25 janvier 2024 à Nyon, au siège de l'UEFA. Les rencontres se déroulent entre le 12 avril 2024 et le 17 avril 2024.
| Équipe 1 | Résultat        | Équipe 2 | Aller | Retour   |
| -------- | --------------- | -------- | ----- | -------- |
| Pays-Bas | 5 - 5 5 - 4 tab | Finlande | 1 - 1 | 4 - 4 ap |
| Pologne  | 4 - 5           | Croatie  | 2 - 3 | 2 - 2    |

## Liste des 7 qualifiés pour la phase finale
| Nombre | Équipe     | Raison                | Date de qualification |
| ------ | ---------- | --------------------- | --------------------- |
| 1      | Kazakhstan | Vainqueur du groupe A | 14 décembre 2023      |
| 2      | France     | Vainqueur du groupe C | 14 décembre 2023      |
| 3      | Portugal   | Vainqueur du groupe E | 15 décembre 2023      |
| 4      | Espagne    | Vainqueur du groupe D | 15 décembre 2023      |
| 5      | Ukraine    | Vainqueur du groupe B | 20 décembre 2023      |
| 6      | Croatie    | Vainqueur du barrage  | 16 avril 2024         |
| 7      | Pays-Bas   | Vainqueur du barrage  | 17 avril 2024         |